# Сухоруков, Роман Сергеевич
Рома́н Серге́евич Сухору́ков (род. 21 апреля 1982 года, Караганда, Карагандинская область, КазССР, СССР) — казахстанский хоккеист.

## Биография
Воспитанник карагандинской хоккейной школы. Хоккейную карьеру начал в 1999 году в Москве в молодёжном ЦСКА-2, в сезоне 2001/2002 принял участие в 2 матчах в составе ЦСКА, игравшем в Суперлиге.
В сезоне 2002/2003 был заявлен в состав самарского ЦСК ВВС, но не сыграв за клуб ни одного матча, перешёл в кирово-чепецкую «Олимпию». Следующий сезон разделил между гродненским «Неманом», участвовавшим в розыгрыше чемпионатов Белоруссии и ВЕХЛ, и саратовским «Кристаллом» (российская высшая лига).
После двухлетнего перерыва в сезоне 2006/2007 играл в составе карагандинского клуба «Сарыарка», участвовавшем в чемпионате Казахстана, по ходу сезона перешёл в тверской клуб ТХК, в котором закончил игровую карьеру в 2009 году.
С 2010 года играет в командах любительской Российской товарищеской хоккейной лиги.